# Schizoprymnus monticola
Schizoprymnus monticola är en stekelart som först beskrevs av De Saeger 1948.  Schizoprymnus monticola ingår i släktet Schizoprymnus och familjen bracksteklar. Inga underarter finns listade i Catalogue of Life.